# Tomás del Sagrado Costado
Siervo de Dios Tomás del Sagrado Costado (Senigallia, Italia, 30 de marzo de 1706-Todi, 21 de enero de 1780) fue el primer monje pasionista en ser nombrado obispo.

## Biografía
Nació en Senigallia, Italia. Estudió en el Colegio Nazareno en Roma durante siete años, fue ordenado sacerdote por el Papa Benedicto XIII  e ingresó en la recién fundada Congregación de la Pasión y se dedicó a predicar misiones populares en los Lazio y Abruzzo, ganándose fama de orador célebre.
Fue el primer superior (provincial 1753) y el primer fiscal (1758) de la Congregación.
Fue enviado a Córcega como nuncio apostólico el 6 de abril de 1760 para ayudarle al arzobispo Crescencio Cesar De Angelis , obispo de Segni desde 1755 y enviado allí por Clemente XIII como visitador apostólico.
Struzzieri permaneció sólo hasta el 14 de junio de 1764 con la salida de De Angelis. Fue nombrado primer vicario general y visitador apostólico de 12 de octubre de 1764.
Posteriormente, fue elegido obispo coadjutor de Ajaccio (sede titular de Tium) y consagrada el 23 de diciembre de 1764. 
Completó su misión de paz con la prudencia, la energía y el celo extraordinario.
Volvió a Roma en 1770 fue ascendido Struzzieri obispo residencial de la Diócesis de Amelia ( 10 de septiembre de 1770 ), por lo tanto, el primer director de Todi , ya 18 de marzo de , 1778 y luego el obispo real de la misma diócesis , donde murió el 21 de enero de 1780.
| Predecesor: Felipe Lorenzo de Daun Sassenheim de Callenborn | Obispo de Tium 12 de octubre de 1764 - 10 de septiembre de 1770     | Sucesor: Antonio Bernardo Gurtler |
| Predecesor: Santiago Felipe Consoli                         | Obispo de Amelia 10 de septiembre de 1770 - 18 de diciembre de 1775 | Sucesor: Francisco Angel Jacoboni |
| Predecesor: Francisco María Pasini                          | Obispo de Todi 18 de diciembre de 1775 - 21 de enero de 1780        | Sucesor: Juan Lotrecchi           |